# Sony Ericsson Aspen
El Sony Ericsson Aspen es el primer teléfono inteligente en correr el sistema operativo Windows Mobile 6.5.3. Pertenece a la línea GeenHeart, que agrupa a otros celulares hechos de materiales ecológicos por el fabricante. Además, agrega una pantalla de inicio personalizada que puede utilizarse en la pantalla de 2.4 pulgadas sensible al tacto. Un teclado QWERTY completo frontal asiste en las necesidades de mensajería, además de otras funcionalidades.